# 3-甲硫基丙醇
3-甲硫基丙醇是一种有机化合物，化学式为C4H10OS。它可由3-甲硫基丙醛的还原反应制得，或以3-氯丙醇和甲硫醇钠为原料反应得到。它可以被N-氟代二苯磺酰胺（NFSI）氧化为甲基羟丙基砜。